# Włókna łykowe
Włókna łykowe – różnią się od włókien drewna tym, że zawsze mają jamki proste, chociaż jamki mogą mieć kontury zarówno koliste jak i wąskie. Na ogół włókna łyka osiągają większą długość niż włókna drewna. Ich błony drewnieją z wiekiem i spotyka się wszystkie stopnie ich przemian od błon z celulozy, aż do zupełnie zdrewniałych. Włókna niektórych roślin zamierają, gdy osiągną pełny rozwój, wtedy wypełnione są wodą i powietrzem, pełnią rolę komórek wzmacniających. U niektórych roślin włókna mają grube ścianki i są bardzo długie np. u lnu, konopi i używane są do celów przemysłowych. 
Powstały prawdopodobnie z komórek parenchymatycznych, na co wykazuje obecność w ich błonach jamek prostych.